# Jorge Pérez Cebrián
Jorge Pérez Cebrián (Requena; 27 de diciembre de 1996) es un poeta español. Además ha trabajado como gestor cultural, profesor en talleres literarios y como conferenciante acerca de la historia de la poesía universal. Actualmente reside en Valencia, España, donde tras cursar el grado de Filosofía estudia el grado de Historia del Arte. Ha participado en revistas literarias como 21veintiúnversos, Anáfora, Zenda, Estación Poesía o El coloquio de los perros, entre otras.

## Biografía
Jorge Pérez Cebrián nació en Requena el 27 de diciembre de 1996. A los 16 años se traslada a Valencia donde comienza con la traducción de poetas alemanes al español como primer acercamiento a la poesía. Después de un periodo surrealista, pasa a componer sus primeros sonetos para, más adelante, esbozar sus primeros poemas en verso libre. Al trasladarse a Madrid en 2017,  coordina los eventos Las noches de Eleusis y da a la imprenta su primer libro, La voz sobre las aguas (Valparaíso, 2019).
Tras regresar a Valencia, al cabo de dos años, publica su segundo libro La lumbre del barquero (OléLibros, 2021). Con esta obra fue finalista en el género de poesía de los Premios de la crítica de la Comunidad Valenciana en 2021, así como al premio Nacional de Poesía Ciudad de Churriana 2021.
Un año después es galardonado con el premio internacional de poesía Arcipreste de Hita del año 2021, con su obra De cuánta noche cabe en un espejo (Pre-Textos, 2022). Obra, del mismo modo que la anterior, candidata a los Premios de la crítica como mejor libro de poesía escrita por un autor de la Comunidad Valenciana en 2022.
En 2024, Radio Nacional de España, en colaboración con la Fundación Montemadrid, otorgan el XVI Premio de Poesía Joven RNE - Fundación Montemadrid, por su obra Pero nunca los huesos de las aves (Pre-Textos, 2024). El jurado, compuesto por Luis Alberto de Cuenca, Esperanza López Parada, Ben Clark, Javier Lostalé, Amalia Bautista, Ignacio Elguero y el editor de Pre-Textos, Manuel Borrás, eligió su poemario por unanimidad, valorando «el lirismo y la calidad de los versos individuales de una obra cuya temática pone el foco en la nostalgia, a través de una mirada impregnada de una cierta desolación que trata de comprender la realidad a través de la belleza de lo cotidiano».
Un año después de su publicación, en 2025, la obra Pero nunca los huesos de las aves (Pre-Textos, 2024) volvió a ser galardonada, esta vez con el Premio de la Crítica de la Comunidad Valenciana.

## Estilo e influencias
Aunque su poesía ha sido descrita como culturalista, él mismo se ha considerado adscrito al simbolismo, llegando a renegar de su primer libro ya que, según él, «El artificio retórico, el adorno de la referencia, la avara recolección museística para el docto, me alejaban de ese tacto casi físico que produce la poesía cuando es cierta».
De este modo, afirma haber buscado en los libros posteriores una depuración del lenguaje desde una dicción barroca para dirigirse en su lugar al lector, «no con el remoto beneplácito de una tradición intrincada, sino con algo de la austeridad que amplía los significados».
Sin embargo, es la filosofía, como modo de exploración de la sensibilidad lo que identifica para la crítica la producción de Jorge Pérez Cebrián. De su obra se enfatiza el «subsuelo metafísico constituido por la presencia constante de lo finito como razón del mundo que se manifiesta poéticamente, es decir, inefablemente, a través de las palabras», tratando de unir la música del lenguaje con la emoción y el pensamiento filosófico. El propio autor afirma buscar una suerte de «filosofía emocionada» en poemas «que desde la fragilidad buscan el destello que une lo humano con lo eterno, con el terror sagrado que ese encuentro implica»  para lo cual pone el desencanto como elemento clave para el conocimiento profundo del mundo.
Formalmente se ha prestado especial atención a los recursos rítmicos y musicales de su lenguaje en las formas clásicas del verso blanco, métrica que utiliza exclusivamente desde La lumbre del barquero (Olé-Libros, 2021).
Al preguntársele por sus influencias, el autor reconoce la deuda con poetas como Jorge Luis Borges, Friedrich Hölderlin, Ezra Pound, Rainer Maria Rilke, Dante, T. S. Eliot, H.D., Robert Graves, Claudio Rodríguez, Virgilio, Georg Trakl, Paul Valéry, Novalis o San Juan de la Cruz; lista a la que suma prosistas como Hermann Broch, Kafka o Proust (llegando a utilizar como pseudónimo el nombre de uno de los personajes de En busca del tiempo perdido: Charles Swann), filósofos como Adorno, Heidegger e incluso la Biblia.

## Obra
- La voz sobre las aguas (Valparaíso, 2019)
- La lumbre del barquero (OléLibros, 2021)
- De cuánta noche cabe en un espejo (Pre-Textos, 2022) XLII Premio internacional Arcipreste de Hita 2021
- Pero nunca los huesos de las aves (Pre-Textos, 2024) XVI Premio de Poesía Joven RNE - Fundación Montemadrid